# Seznam hrvaških tenisačev
Seznam hrvaških tenisačev.

## A
- Ivana Abramović
- Maria Abramović
- Duje Ajduković
- Indire Akiki
- Nina Alibalić
- Mario Ančić
- Toni Androić

## B
- Lucija Ćirić Bagarić
- Ana Biškić
- Lea Bošković
- Predrag Brixy

## Č
- Stjepan Čagalj
- Marin Čilić
- Mile Čilić

## C
- Marija Crnadak

## Ć
- Borna Ćorić

## D
- Mate Delić
- Ivan Dodig
- Marin Draganja
- Tomislav Draganja

## F
- Jana Fett
- Igor Flego
- Željko Franulović

## G
- Viktor Galović
- Borna Gojo
- Sabrina Goleš
- Vlasta Gostiša (1903-37)

## H
- Saša Hiršzon

## I
- Goran Ivanišević

## J
- Borivoj (Boro) Jovanović
- Darija Jurak

## K
- Roko Karanušić
- Ivo Karlović
- Duje Kekez
- Ana Konjuh
- Hela Korač
- Željko Krajan
- Filip Kraljević
- F. Kukuljević

## L
- Adrijana Lekaj
- Ivan Ljubičić
- Mirjana Lučić-Baroni
- Tena Lukas

## M
- Iva Majoli
- Fedor Malančec
- Dino Marcan
- Petra Martić
- Nikola Mektić
- Kristijan Mesaroš
- Matea Mezak
- Ani Mijačika
- Ema Mikulčić
- Tereza Mrdeža

## N
- Silvia Njirić

## O
- Bruno Orešar
- Goran Orešić
- Zvonimir Orešković
- Nika Ožegović

## P
- Josip Palada
- Zora Pandaković
- Jelena Pandžić
- Mate Pavić
- Matija Pecotić
- Nikola Pilić
- A. Podvinec
- Mili Poljičak
- Zoran Primorac
- Dino Prižmić
- Goran Prpić
- Franjo Punčec

## S
- Nino Serdarušić

## Š
- Antonio Šančić
- Franko Škugor
- Karolina Šprem

## T
- Silvija Talaja
- Ajla Tomljanović
- Joško Topić
- Jelena Kostanić Tošić
- Saša Tuksar

## V
- Filip Veger
- Antonio Veić
- Donna Vekić
- Ivana Višić
- Ana Vrljić

## Z
- Luka Zaninović
- Lovro Zovko